# NatWest Series 2003
 Die NatWest Series 2003 war ein Drei-Nationen-Turnier, das vom 26. Juni bis zum 12. Juli 2003 in England im One-Day Cricket ausgetragen wurde. Bei dem zur internationalen Cricket-Saison 2003 gehörenden Turnier nahmen neben dem Gastgeber die Mannschaften aus Simbabwe und Südafrika teil. Im Finale konnte sich England mit 7 Wickets gegen Südafrika durchsetzen.

## Vorgeschichte
Die Tour fand im Anschluss an der Test-Serie Pakistans in England statt. Simbabwe spielte zuvor eine Tour in England, während Südafrika eine Tour in Bangladesch ausgetragen hatte.

## Format
In einer Vorrunde spielte jede Mannschaft gegen jede dreimal. Für einen Sieg gab es fünf, für ein Unentschieden oder No Result drei Punkte. Des Weiteren wurden Bonuspunkte vergeben. Die beiden Gruppenersten qualifizierten sich für das Finale und spielten dort um den Turniersieg.

## Stadion
Die folgenden Stadien wurden als Austragungsorte ausgewählt.
| Stadion                     | Stadt       | Kapazität | Spiele   |
| --------------------------- | ----------- | --------- | -------- |
| Edgbaston Cricket Ground    | Birmingham  | 24.803    | 8. Spiel |
| Bristol County Ground       | Bristol     | 17.500    | 7. Spiel |
| Sophia Gardens              | Cardiff     | 5.500     | 6. Spiel |
| St. Lawrence Ground         | Canterbury  | 15.000    | 3. Spiel |
| Headingley Stadium          | Leeds       | 17.000    | 4. Spiel |
| The Oval                    | London      | 23.500    | 2. Spiel |
| Lord’s Cricket Ground       | London      | 30.000    | Finale   |
| Old Trafford Cricket Ground | Manchester  | 19.000    | 5. Spiel |
| Trent Bridge                | Nottingham  | 15.350    | 1. Spiel |
| Rose Bowl                   | Southampton | 6.500     | 9. Spiel |

## Kaderlisten
England benannte seinen Kader am 29. Mai 2003. Simbabwe benannte seinen Kader am 10. Juni 2003.
| ODI | ODI | ODI |
| England | Simbabwe | Südafrika |
| --- | --- | --- |
| - Michael Vaughan (K) - Kabir Ali - James Anderson - Rikki Clarke - Andrew Flintoff - Ashley Giles - Darren Gough - Steve Harmison - Richard Johnson - Robert Key - Anthony McGrath - Chris Read (wk) - Vikram Solanki - Marcus Trescothick - Jim Troughton | - Heath Streak (K) - Andy Blignaut - Gary Brent - Charles Coventry - Dion Ebrahim - Sean Ervine - Grant Flower - Travis Friend - Douglas Hondo - Dougie Marillier - Stuart Matsikenyeri - Ray Price - Richard Sims - Tatenda Taibu (wk) | - Graeme Smith (K) - Paul Adams - Nicky Boje - Mark Boucher (wk) - Alan Dawson - Boeta Dippenaar - Herschelle Gibbs - Andrew Hall - Charl Langeveldt - André Nel - Makhaya Ntini - Shaun Pollock - Jacques Rudolph - Martin van Jaarsveld - Morne van Wyk |

## Spiele

### Vorrunde
Tabelle
| Teams     | Sp. | S | N | U | R | NR | BP | Punkte | NRR    |
| --------- | --- | - | - | - | - | -- | -- | ------ | ------ |
| Südafrika | 6   | 4 | 2 | 0 | 0 | 0  | 3  | 23     | +0.480 |
| England   | 6   | 3 | 2 | 0 | 0 | 1  | 4  | 22     | +0.825 |
| Simbabwe  | 6   | 1 | 4 | 0 | 0 | 1  | 1  | 9      | −1.370 |

Sieg: 5 Punkte; Remis: 3 Punkte
Spiele
| 26. Juni Scorecard | Nottingham | England 191-8 (50)             | – | Simbabwe 195-6 (48) |
|                    |            | Simbabwe gewinnt mit 4 Wickets |   |                     |

| 28. Juni Scorecard | London (The Oval) | England 265-4 (45.5)          | – | Südafrika 264-6 (50) |
|                    |                   | England gewinnt mit 6 Wickets |   |                      |

| 29. Juni Scorecard | Canterbury | Südafrika 272-5 (50)          | – | Simbabwe 226-9 (50) |
|                    |            | Südafrika gewinnt mit 46 Runs |   |                     |

| 1. Juli Scorecard | Leeds | Simbabwe  | – | England 81-4 (16.3/25) |
|                   |       | No Result |   |                        |

| 3. Juli Scorecard | Manchester | Südafrika 227-3 (47.3)          | – | England 223-7 (50) |
|                   |            | Südafrika gewinnt mit 7 Wickets |   |                    |

| 5. Juli Scorecard | Cardiff | Simbabwe 174-8 (50)             | – | Südafrika 175-1 (34.2) |
|                   |         | Südafrika gewinnt mit 9 Wickets |   |                        |

| 6. Juli Scorecard | Bristol | England 95-4 (17.5)           | – | Simbabwe 92 (24.5) |
|                   |         | England gewinnt mit 6 Wickets |   |                    |

| 8. Juli Scorecard | Birmingham | England 199-6 (39)            | – | Südafrika 198-9 (50) |
|                   |            | England gewinnt mit 4 Wickets |   |                      |

| 10. Juli Scorecard | Bristol | Südafrika 174-3 (35.2)          | – | Simbabwe 173-8 (50) |
|                    |         | Südafrika gewinnt mit 7 Wickets |   |                     |

### Finale
| 12. Juli Scorecard | London (Lord’s) | England 111-3 (20.2)          | – | Südafrika 107 (32.1) |
|                    |                 | England gewinnt mit 7 Wickets |   |                      |